# Nachal Malkišua
Nachal Malkišua (hebrejsky: נחל מלכישוע) je vádí v severním Izraeli, v pohoří Gilboa a v Bejtše'anském údolí, jež je součástí příkopové propadliny okolo řeky Jordán)
Začíná v nadmořské výšce přes 300 metrů ve východní části pohoří Gilboa, západně od lokální silnice 667, na východních svazích hor Har Malkišua, na jejímž vrcholu leží vesnice Malkišua, a Har Avner. Vádí pak směřuje k východu a prudce klesá po odlesněných svazích do zemědělsky využívaného Bejtše'anského údolí. Do údolí ústí vádí západně od vesnice Sdej Trumot. V této zemědělsky intenzivně využívané oblasti je vodní režim změněn kvůli rozsáhlým melioračním zásahům a vádí je tu svedeno do umělých vodotečí, které jsou napojeny na řeku Jordán.